# Antonio Carvajal
Antonio Carvajal Milena (Albolote, Granada, 1943) es un poeta y profesor titular de métrica en la Universidad de Granada.

## Biografía
Doctor en Filología Románica por la Universidad de Granada y académico supernumerario de la Academia de Buenas Letras de Granada. Es Director de la Cátedra Federico García Lorca y ha colaborado con numerosos músicos que han puesto música a sus textos (Antón García Abril, Juan Alfonso García, Alberto García Demestres, José García Román, Gustavo Yepes, Juan Durán y la cantautora Rosa León) y también con diversos artistas plásticos con los que ha editado libros, catálogos y carpetas de serigrafías, fotografías y grabados. Fue director del Aula de Poesía de la Universidad de Granada y editor de las colecciones Suplementos de pliegos de vez en cuando y Corimbo de poesía y desde 1990 dirige la Colección Genil de literatura de la Diputación Provincial de Granada. Cuenta en su haber con los premios Ciudad de Baeza (1987), Andalucía de la Crítica, de la Crítica de Poesía en castellano (1990), Villa de Madrid, Francisco de Quevedo y Nacional de Poesía 2012. Es considerado uno de los poetas mayores de la actual poesía española contemporánea y el más caudaloso e infatigable de la llamada Generación del 70. Sus libros han sido destacados como los más intensos y personales que han aparecido en las últimas décadas.
Notable renovador de la tradición poética andaluza, artífice de una versificación depurada e innovadora, ha seguido fielmente, desde su primer poemario, la línea de la poesía barroca. Esta fidelidad no solo se ha mantenido en cuanto a la utilización de los recursos técnicos (a Carvajal le gusta usar las combinaciones estróficas más complicadas y las figuras retóricas más evidentemente quevedianas y gongorinas), sino también en cuanto a diversos planteamientos del contenido, que se caracteriza por una celebración -con profunda raigambre filosófica- de la vida y del "amor cósmico". No obstante, se ha de señalar que desde mediados de los 80 la poesía de Antonio Carvajal –sin abandonar por completo las estructuras cultas ya mencionadas- se expresa también en módulos de la poesía popular. En noviembre de 2012 ha sido galardonado con el Premio Nacional de Poesía que concede el Ministerio de Educación, Cultura y Deporte del Gobierno de España para distinguir la obra de autor español escrita en cualquiera de las lenguas oficiales y editada en 2011, por la obra Un girasol flotante, el premio incluye una dotación económica de 20 000 euros para el ganador. Por este libro también ha conseguido el Premio Andalucía de la Crítica en la modalidad de Poesía.

## Obras

### Poemarios
- Tigres en el jardín. Madrid-Barcelona: Ciencia Nueva, 1968. Col. "El Bardo".
- Serenata y navaja. Barcelona: Saturno, 1973. Col. "El Bardo".
- Casi una fantasía. Granada: Universidad de Granada, 1975. Col. "Silene".
- Siesta en el mirador. San Sebastián. Ediciones Vascas, 1979. Col. "Ancia".
- Sitio de ballesteros. Madrid: La Ventura, 1981.
- Sol que se alude. En Extravagante jerarquía (1958-1982). Madrid: Hiperión, 1983.
- Del viento en los jazmines. Madrid: Hiperión, 1984.
- Noticia de setiembre. Córdoba: Antorcha de Paja, 1984.
- De un capricho celeste. Madrid: Hiperión, 1988.
- Testimonio de invierno. Madrid: Hiperión, 1990.
- Silvestra de sextinas. Madrid: Hiperión, 1992. Col. "Los cuadernos de la Librería Hiperión".
- Miradas sobre el agua. Madrid, Hiperión, 1993.
- Raso, milena y perla. Valladolid: Fundación Jorge Guillén, 1996.
- Alma región luciente. Madrid: Hiperión, 1997.
- Con palabra heredada. Córdoba: Cajasur, 1999. Col. "Los cuadernos de Sandua".
- Madrigales y endechas. Zamora: Lucerna, 2001.
- Los pasos evocados Madrid: Hiperión, 2004.
- Diapasón de Epicuro. Huelva: Fundación el Monte, 2004. Col. "Cuadernos literarios La Placeta".
- Una canción más clara. Palencia: Simancas ediciones, 2008. Col. "El Parnasillo".
- Cartas a los amigos. Málaga: Publicaciones de la antigua imprenta Sur, 2009. Col. "El castillo del inglés".
- Pequeña Patria Huida. Valladolid, 2009. Col. "Maravillas concretas, n.º1". Dedicado a Jesús García Calderón
- Un girasol flotante. Oviedo, 2011.

### Compilaciones de obras y antologías (selección)
- Extravagante jerarquía (1968-1981). Madrid: Hiperión, 1983. Incluye: Tigres en el jardín, Serenata y navaja, Casi una fantasía, Siesta en el mirador, Sol que se alude (inédito hasta su publicación aquí), Sitio de ballesteros.
- Poemas de Granada. Granada: Ayuntamiento de Granada, 1991.
- Una perdida estrella (Antología). Madrid: Hiperión, 1999. Selección y estudio previo de Antonio Chicharro.
- Columbario de estío. Granada: Diputación provincial, 1999. Incluye: Con palabra heredada, Noticia de septiembre y Silvestra de Sextinas.
- Tigres en el jardín. / Casi una fantasía. Madrid: Hiperión, 2001.
- El corazón y el lúgano (Antología plural). Granada: Universidad de Granada, 2003. Edición y coordinación de Antonio Chicharro. Estudio métrico preliminar de José Domínguez Caparrós. Estudio y selección de los distintos poemarios a cargo de Pilar Celma, José Enrique Martínez Fernández, Joëlle Guatelli Tedeschi, Antonio Sánchez Trigueros, Manuel Urbano, Jesús Munárriz, Rosa Navarro, Francisco Castaño, Manuel Ángel Vázquez Medel, Sergio Sciacca, Genara Pulido, Francisco Díaz de Castro, Antonio Piedra, Emilio Lledó, Claudio Cifuentes, Elsa Dehennin, Juan Carlos Fernández Serrato.
- El nardo en tus ventanas. Antología. Albolote: Ayuntamiento de Albolote, 2004. Prólogo y selección de Dionisio Pérez Venegas. Edición no venal.
- Vista de Badajoz al amanecer. Dedicado al pintor Francisco Pedraja Muñoz. Revista literaria Ínsula, 1970.
- Todo es poesía en Granada. Panorama poético (2000-2015). José Martín de Vayas (antólogo). Granada: Esdrújula Ediciones, 2015.

### Obras para escena
- Mariana en sombras (secuencia lírica en un acto). Sevilla: Point de lunettes, 2002. Libreto para la ópera homónima de Alberto García Demestres
- Don Diego de Granada. Málaga: e.d.a. libros, 1994.

### Ensayo
- De métrica expresiva frente a métrica mecánica (1995)
- Metáfora de las huellas (estudios de métrica). Granada: Jizo, 2002
- Poética y poesía. Madrid: Fundación Juan March, 2004.
- Vuelta de paseo. Artículos de periódico 1990-2003. Sevilla: Point de Lunettes-Junta de Andalucía, 2009. Col. "Andalucía y la prensa".

### Traducciones a otros idiomas
- Rapsodia Andalusa (Antologia di liriche scelte, tradotte e curate da Rosario Trovato). Santa María de Licodia: Il Fauno, 1994.
- Winter Testimony. Granada: Método, 1997. Traducción de J.L. Vázquez y E. Vázquez.
- Soul Shining Region. Granada: Método, 1998. Traducción de J.L. Vázquez y D. Sumpter.
- Si proche de Grenade. Paris: Seghers, 2005. Antología bilingüe francés-español. Traducción a cargo de un equipo de traductores coordinados por Joëlle Guatelli Tedeschi. Traducción supervisada por Claude Couffon.
- Quasi una fantasía. Granada: Jizo Ediciones, Colección Jizo de literatura contemporánea 2007. Antología bilingüe francés-español. Avant-propos de la traductrice, preface et notes  Joëlle Guatelli Tedeschi. Introducción del poeta Francisco Acuyo.